# Ingrid Lempereur
Ingrid Lempereur, född 26 juni 1969 i Messancy, är en belgisk före detta simmare.
Lempereur blev olympisk bronsmedaljör på 200 meter bröstsim vid sommarspelen 1984 i Los Angeles.